# Haus zur Goldenen Waage

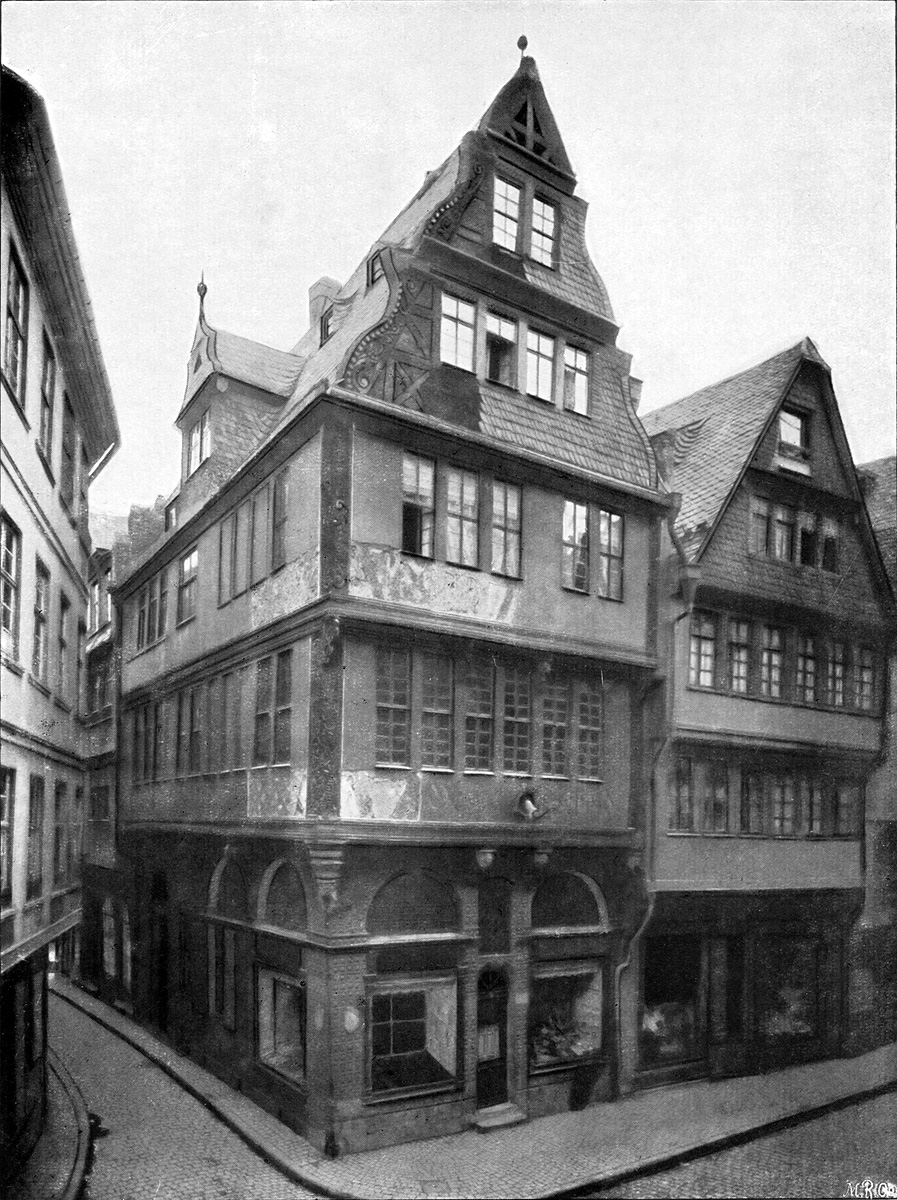
Goldene Waage nel 1899

La Haus zur Goldenen Waage (la cui traduzione letterale dal tedesco è "casa alla bilancia d'oro" per la decorazione a bassorilievo presente all'angolo dell'edificio) era una casa a graticcio di epoca medievale situata nel cuore del centro storico di Francoforte sul Meno e distrutta nella seconda guerra mondiale. L'edificio attuale è una fedele ricostruzione.
Distrutta durante il bombardamento aereo del 22 marzo 1944 e poi ricostruita, è uno dei monumenti più famosi della città.
La facciata rinascimentale minuziosamente decorata risale al 1619 e i resti della casa, che avrebbero permesso la ricostruzione post-guerra, sono stati rimossi nel 1950.

## Storia
Le prime testimonianze sulla casa d'angolo tra il mercato e la Höllgasse risalgono già al primo Medioevo. Nel 1405 è stata unita all'edificio Alte Hölle.

### Abraham van Hamel
Nel 1588 Andreas Gaßmann entrò in possesso della struttura.
Il pasticcere e commerciante di spezie olandese Abraham van Hamel acquistò il complesso da Maria Margarethe Gaßmann nel 1605.
Hamel aveva intenzione di farlo diventare un edificio a quattro piani, ma ottenne il permesso di costruirne solo tre perché si temeva che fosse troppo esposto a rischio di incendio.

### Passaggio al comune
Dopo la morte di Hamel sua moglie e suo fratello minore dovettero continuare a intrattenere rapporti commerciali, che furono ostacolati dai problemi scaturiti dalla Guerra dei trent’anni.
Quando la vedova Hamel morì, la famiglia doveva fare fronte a molti debiti.
Di conseguenza, i loro eredi vendettero la proprietà a un mercante locale.
Si susseguirono innumerevoli proprietari fino a quando nel 1898 il complesso edilizio venne acquistato dalla città. 
Nel 1899 iniziarono i lavori per una ristrutturazione radicale. Per esempio, fu rimosso l’intonaco così da rivelare la struttura a graticcio. Nel 1913 la Goldene Waage entra a far parte del sistema museale di Francoforte. Nel 1928, è stata elevata ad esempio di casa tipica dell'inizio del XVIII secolo.
Durante la seconda guerra mondiale anche Francoforte è stata oggetto di bombardamenti a tappeto, che distrussero la Goldene Waage.
Particolarmente tragica è stata la perdita di molti tesori artistici, tra cui i soffitti e la stufa in maiolica. Si sarebbe potuto ricostruire l’edificio grazie a un inventario della casa che è stato possibile recuperare. Tuttavia, la città ha deciso di rimuovere completamente le macerie.
Negli anni Cinquanta iniziò la ricostruzione del centro storico ma la Goldene Waage rimase in stato di completo abbandono fino agli anni Settanta. La ricostruzione iniziò solo nel 2014. Nel 2018 è stato inaugurato il nuovo centro storico di Francoforte.
Al piano terra è stato aperto un caffè e nei due piani superiori è stato allestito un distaccamento del museo di Francoforte.

## Architettura

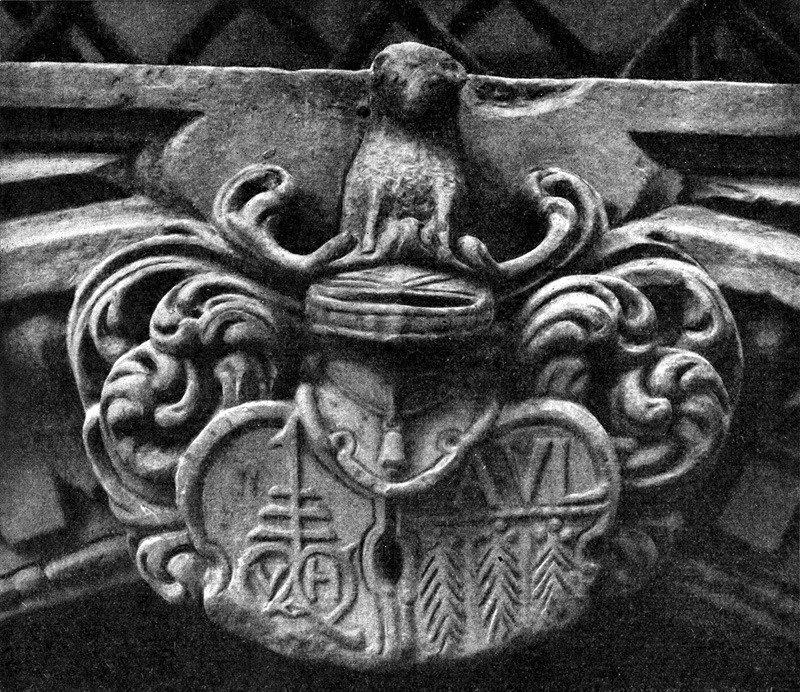
Stemma della famiglia Hamel

### Esterno
La facciata in arenaria rossa della Goldene Waage è in stile rinascimentale.
Alla base si trovano sei arcate e alcune delle loro chiavi di volta sono a forma di testa di leone.

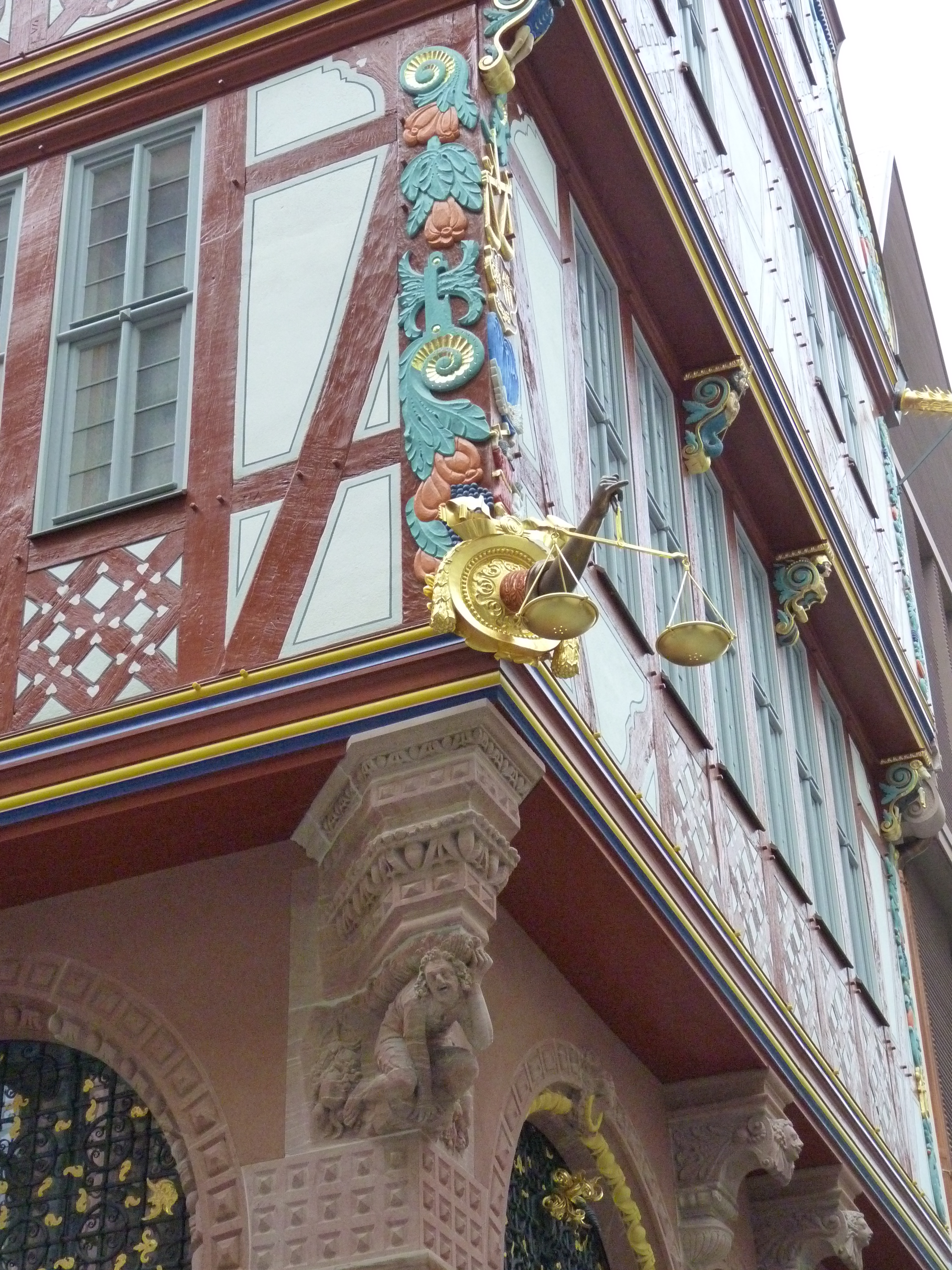
Bilancia da cui prende il nome l'edificio

Una delle chiavi di volta mostra lo stemma di Abraham van Hamel e di sua moglie.
La facciata a salienti ha quattro piani a traliccio in aggetto.
Su tutti i lati, i piani superiori a graticcio hanno anche file quasi continue di finestre strette.
Le vetrate risalgono al 1750 circa.
Un pilastro è interamente decorato con magnifici intagli: 
dall’edificio sporge una bilancia, con alla base del giogo due bracci di metallo che reggono due piatti dorati. Ė da qui che la casa prende il suo nome. All'inizio i bracci servivano a identificare la casa, quando ancora non c’erano i numeri civici.
La bilancia originale, esposta alle intemperie per quasi 400 anni, è ora conservata nel museo all'interno della casa.
Dal tetto a due spioventi, ricoperto di ardesia e tipico delle case a graticcio, si apre un abbaino.

### Interno

#### Piano terra e cantina
Ambienti:
- cantina (con pozzo)
- botola di accesso alla cantina
- magazzino adibito in uno secondo momento a stalla e infine a parte del museo, ospitante auto d’epoca

Le porte spesso murate nel corso dei secoli e i frequenti cambi di proprietari hanno dato vita a molte leggende: si diceva che la Goldene Waage fosse infestata.
Quest’ultima e la Alte Hölle sono collegate per mezzo di una torre con scala a chiocciola. La torre veniva utilizzata per l’allestimento di mostre temporanee.
Il mezzanino fungeva un tempo da cucina e ora da biblioteca del museo.

#### Primo piano

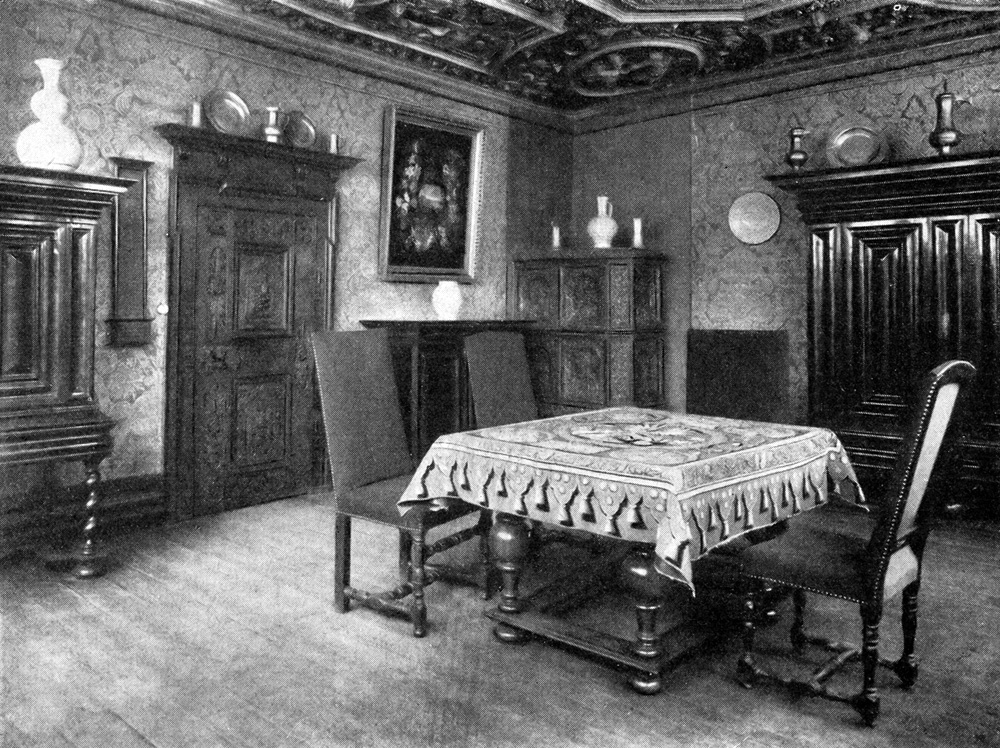
Sala grande al primo piano

La Sala grande è molto luminosa grazie alla luce naturale che filtra dalle sei finestre. Una parte del soffitto è ricoperta di stucchi policromi, i cui soggetti sono scene dell’Antico Testamento. Un altro pezzo pregiato della sala è la stufa in maiolica, anch’essa decorata con scene bibliche.
La sala posteriore, inizialmente usata come camera da letto per le figlie di Hamel, è stata successivamente divisa da un muro.
L’anticamera di Alte Hölle, un tempo adibita a zuccherificio fu poi utilizzata come laboratorio fotografico del museo.

#### Secondo piano
Il secondo piano aveva pressoché la stessa pianta del primo. Anche qui si trova un soffitto a stucco, ma meno elaborato.
In questa parte della casa Hamel aveva installato delle attrezzature necessarie al suo mestiere di pasticcere.